# 吳夢非
吳夢非（1893年—1979年），浙江東陽巍山鎮白坦村人。中國音樂教育家。平湖派琵琶傳人。

## 生平
1908年入浙江省兩級師範學堂。辛亥革命時一度輟學。1912年再入浙江省兩級師範學堂。次年起隨李叔同（弘一法師）學音樂、美術。畢業後執教上海、浙江、江西等地中學，參加“南社”。1919年與豐子愷、劉質平創辦上海藝術專科師範學校，發起成立“中華美育會”。1930年編著中國第一部《和聲學大綱》。中華人民共和國成立後先後任浙江省文化局秘書、浙江省文聯組織部副部長、上海音樂學院教務處副主任等職，1958年任上海音樂學院教務處副處長。
1979年10月15日病逝於上海。